# جول بامباح (حجر)
'

تعديل مصدري - تعديل

جول بامباح هي إحدى قرى عزلة الجول بمديرية حجر التابعة لمحافظة حضرموت، بلغ تعداد سكانها 411 نسمة حسب تعداد اليمن لعام 2004.